# Гран-при Рена
Гран-при Рена (фр. Grand Prix de Rennes), также Гран-при города Рена (фр. Grand Prix de la ville de Rennes) — шоссейная однодневная велогонка, проводившаяся в окрестностях французского города Рен.

## История
Гонка впервые состоялась в 1979 году и с того времени ежегодно проводилась до 2009 года. Являлась одной из гонок Велошоссейного кубка Франции. С 2005 года входила в календарь Европейского тура UCI, имея категорию 1.1.
В 2009 году компании-спонсоры гонки сократили расходы на организацию соревнования в условиях мирового финансового кризиса, тогда как власти города Рен отказались увеличить свою финансовую помощь, чтобы покрыть необходимые расходы. В результате гонка не состоялась и вскоре была закрыта.

## Призёры
| Год  | Победитель            | Второй              | Третий             |
| ---- | --------------------- | ------------------- | ------------------ |
| 1979 | Ивон Бертан           | Патрик Фрио         | Жан-Рене Бернадо   |
| 1980 | Бернар Вайе           | Морис Ле Гиллу      | Ивон Бертан        |
| 1981 | Жан Шассан            | Пьер-Анри Ментеор   | Фрэнсис Кастен     |
| 1982 | Jean-François Rault   | Бернар Вайе         | Грег Лемонд        |
| 1983 | Доминик Арно          | Кристиан Левавассёр | Домоник Жень       |
| 1984 | Бруно Войтинек        | Вансан Лавеню       | Доминик Лекрок     |
| 1985 | Жильбер Дюкло-Лассаль | Режис Симон         | Бруно Корнилет     |
| 1986 | Эрик Буайе            | Пьер Ле Бига        | Вансан Лавеню      |
| 1987 | Жан-Франсуа Бернар    | Жан-Клод Колотти    | Марк Гомес         |
| 1988 | Ронан Пенсек          | Жан-Клод Колотти    | Дэвид Мэнн         |
| 1989 | Ян Богарт             | Вальтер Дальгаль    | Марк Мадьо         |
| 1990 | Эдвин Бафкоп          | Эрик Кариту         | Вим Ван Эйнде      |
| 1991 | Ким Андерсен          | Люк Леблан          | Марк Ваутерс       |
| 1992 | Жан-Сирил Робин       | Франк Ван Ден Абель | Рик Коппенс        |
| 1993 | Эдди Сеньёр           | Франсуа Симон       | Тьерри Клаверола   |
| 1994 | Жиль Делион           | Николя Аубье        | Ронан Пенсек       |
| 1995 | Петер Де Клерк        | Кристоф Менжен      | Вилли Виллемс      |
| 1996 | Николя Жалабер        | Жаки Дюран          | Gilles Talmant     |
| 1997 | Николя Жалабер        | Марк Стрел          | Olivier Perraudeau |
| 1998 | Паскаль Чантер        | Жиль Бувар          | Карлос Да Крус     |
| 1999 | Макс ван Хесвейк      | Паскаль Чантер      | Кристиан Морени    |
| 2000 | Гордон Фрейзер        | Марсель Вюст        | Макс ван Хесвейк   |
| 2001 | Давиде Касаротто      | Скотт Сандерленд    | Давиде Брамати     |
| 2002 | Кирк О'Би             | Василий Давиденко   | Альберто Онгарато  |
| 2003 | Олег Гришкин          | Андрис Наудузас     | Джереми Хант       |
| 2004 | Андрус Ауг            | Саулюс Рушкис       | Кирк О'Би          |
| 2005 | Людовик Тюрпен        | Даниэле Контрини    | Sébastien Duret    |
| 2006 | Париде Грилло         | Габриэль Бальдуччи  | Ханс Деккерс       |
| 2007 | Сергей Матвеев        | Maryan Hary         | Сирил Готье        |
| 2008 | Михаил Халилов        | Себастьян Шаванель  | Джимми Каспер      |

## Рекорд побед

### По странам
| Побед | Страна                                               |
| ----- | ---------------------------------------------------- |
| 17    | Франция                                              |
| 3     | Бельгия                                              |
| 2     | Италия · Украина                                     |
| 1     | Канада · Дания · Эстония · Нидерланды · Россия · США |